# Chrysosoma auratum
Chrysosoma auratum är en tvåvingeart som beskrevs av Charles Howard Curran 1924. Chrysosoma auratum ingår i släktet Chrysosoma och familjen styltflugor. Inga underarter finns listade i Catalogue of Life.